# Варшавське воєводство
Варшавське воєводство (пол. województwo warszawskie) — адміністративно-територіальна одиниця Польщі найвищого рівня, яка існувала у 1975—1998 роках.
Являло собою одну з 49 основних одиниць адміністративного поділу Польщі, які були скасовані в результаті адміністративної реформи Польщі 1998 року.
Займало площу 3788 км². Адміністративним центром воєводства була столиця Польщі Варшава. Після адміністративної реформи воєводство припинило своє існування і його територія повністю відійшла до Мазовецького воєводства.

## Воєводи
До 1990 року президентом Варшави був воєвода Варшавського воєводства. Після створення територіальних органів самоврядування ці функції були відокремлені, і президент Варшави став окремим органом самоврядування.
- Єжи Маєвський (1975–1982, ПОРП);
- Мечислав Дембіцький (1982—1986, ПОРП);
- Єжи Болеславський (1986–1990, (ПОРП);
- Станіслав Вигановський (1990, безпартійний);
- Адам Лангер (1990, ДП);
- Богдан Ястршебський (1990–1997, безпартійний);
- Мацей Гелецький (1997–1998, ХНС).

## Районні адміністрації
- Районна адміністрація у Леґьоново для гмін: Яблонна, Непорент, Серок, Велішев та міста Леґьоново.
- Районна адміністрація у Новому-Дворі-Мазовецькому для гмін: Чоснов, Леонцин, Помехувек, Туловіце, Закрочим та міста Новий-Двір-Мазовецький.
- Районна адміністрація в Отвоцьку для гмін: Целестинув, Карчев, Вйонзовна та міст Юзефув та Отвоцьк.
- Районна адміністрація у Пясечно для гмін: Ґура-Кальварія, Констанцин-Єзьорна, Лешноволя, П'ясечно, Пражмув та Тарчин
- Районна адміністрація у Прушкуві для гмін: Блоне, Брвінув, Ґродзіськ-Мазовецький, Кампінос, Лешно, Михаловіце, Надажин та Ожарув-Мазовецький, а також міст Мілянувек, П'ястув, Подкова-Лесьна та Прушкув.
- Варшавська районна адміністрація для муніципалітетів Варшави: Бемово, Бялоленка, Беляни, Середмістя, Рембертув, Таргувек, Урсус, Урсинув, Вавер, Вілянув, Влохи, а також гмін: Галінув, Ізабелін, Ломянкі, Радзимін, Рашин і Старе Бабіце, а також міст Маркі, Сулеювек, Весола та Зомбки.
- Районна адміністрація у Воломіні для гміни Воломін та міст Кобилка та Зельонка.

## Найбільші міста
| - Варшава – 1 618 468 - Прушкув – 50 336 - Леґьоново – 47 992 - Отвоцьк – 39 361 - Воломін – 34 623 - Новий-Двір-Мазовецький – 27 381 - Пясечно – 26 399 - Гродзиськ-Мазовецький – 25 412 - П'ястув – 20 767 - Сулеювек – 17 597 - Зомбки – 16 876 | - Констанцин-Єзьорна – 16 841 - Маркі – 16 798 - Кобилка – 16 270 - Зельонка – 15 695 - Юзефув – 14 765 - Мілянувек – 14 730 - Ломянкі – 13 633 - Блонє – 12 340 - Ґура-Кальварія – 11 114 - Брвінув – 11 104 - Карчев – 10 404 |